# 영웅 판타지
영웅 판타지(Heroic fantasy)는 판타지의 하위 장르의 하나. 이 분류는 1963년 L. 스프레이그 디-캠프가 편집한 앤솔로지의 부제로 처음 쓰였다. 그 내용에 따라 프리츠 리버가 붙인 장르명인 「검과 마법」(Sword and Sorcery)으로 분류되기도 한다.

## 디-캠프에 의한 정의
디-캠프 자신의 말에 따르면, 영웅 판타지는 「마법이 발현되고 , 근대 과학이나 기술이 아직 발견되지 않은 공상 세계를 무대로 한 싸움이나 모험의 이야기」다. 주로 영웅이 사는 나라에서 시작되어 세계 전체의 운명과 관련되는 장대한 모험이 되며, 선과 악의 대립과 마지막엔 선이 승리하는 것을 모티프로 한다.
가공의 세계를 주된 무대로 하고 있는 점에서는 하이 판타지로 분류할 수 있는 물건이지만, 「영웅 판타지」라는 말로 분류되었을 경우, 영웅이 그 초인적인 힘을 가지고 악과 싸워 승리하는 이야기라는 의미가 강하다. 다시  디-캠프의 말을 빌리면, 「그것은 현실 도피 소설이며, 독자는 현실 세계를 떠나 남자는 모두 강하고, 여자는 모두 아름답고, 인생은 모두 모험으로 가득 차 있어 모든 일이 단순 명쾌한 세계로 빠져 나간다. 그곳에서는 아무도 소득세라든가, 낙오 문제라든가, 공공 의료 제도라든가를 문제삼지 않는다」(인용은 1967년 에이스판 「코난」서문로부터).

## 역사

### 발단
19세기부터 20세기에 걸친 영국에서, 윌리엄 모리스 「유토피아다 보다」등의 중세풍 로맨스나, 데이비드 린제이 「아르크트르스에의 여행」, E. R. 에디슨의 「우로보로스」등의 환상 소설, 로드 단세이니의 이세계풍작품이 집필되어 판타지 세계의 기초가 쌓아 올려졌다. 한편 미국에서는, 제임스 브랜치 캬벨 「쟈겐」이 독특한 신화 세계를 그려내, 잭 런던 「태고의 부르는 소리」와 같은 고대 모험 소설이 고대 세계에의 동경을 강하게 했다.
상기와 같은 배경 중에서 1930년대의 미국에서 「위어드 테일스」, 「안노운 월드」등의 펄프 잡지가 흥하면,
- 에드거 라이스 바로즈: 화성 시리즈
- 클럭 아슈톤 스미스: 「조티크」시리즈

등의 대중용 판타지 모험 소설이 차례차례로 발표되어 그 중에서도
- 로버트 E. 하워드: 「야만인 코난」시리즈

하지만 많이 인기를 얻었다. 이후, 영웅 코난 시리즈를 모방해
- C. L. 무어: 「처녀 전사 지렐」
- 헨리 캇트나: 「아트란티스의 에라크」시리즈
- 프리츠 리버: 「파파드&그레이 마우자」시리즈
- L. 스프레이그 디-캠프: 「할로루도 셰이」시리즈
- 노베르 W. 페이지: 「불길의 탑의 검사」시리즈

등의 작품이 발표되어 독특한 세계관을 가진 「영웅 판타지」라는 장르가 확립되었다(다만 용어로서의 성립은 상술한 대로 1963년). 이것들은, 1940년대에 펄프잡지의 쇠퇴와 함께 발표의 장소를 잃어, 일단 소멸했다.

### 재유행
제2차 세계대전 후 영국에서의 J. R. R. 톨킨 「반지의 제왕」의 폭발적인 유행이 미국에 전해져, 또 한 때의 영웅 판타지의 명작이 종이 표지 책 책으로 재판 되면, 1960년대에 다시 판타지 붐이 일어난다. 판타스틱 등의 판타지 전문지도 다시 나타나 바란타인 출판사는 「발렌타인 성인 판타지」라는 시리즈로 종이 표지 책책을 차례차례로 발매했다. 그 중에
- 마이클 무아콕크: 「에터널 챔피언」시리즈
- 존 제이크스: 「전사 브라크」시리즈
- 인 카터: 「렘리안 서가」시리즈
- 안드레 노톤: 「마녀 월드」시리즈
- 잭 바스: 「마왕자」시리즈

등의 영웅 판타지가 발표되었다.
1970년대가 되면, 환타지는 성숙기를 맞이해 아슈라 K. 르-구윈, 데이비드 에딘그스, 파트리시아 A. 마키립, 피아즈 안소니이 등이 하이 판타지의 융성을 쌓아 올렸다. 이러한 작품에도 영웅 판타지로부터 계승한 요소가 많이 있지만, 작품의 세계관·스토리·인물묘사·테마 등은, 모두 기교를 집중시킨 정밀한 것에 변화하고 있어, 이미 영웅 판타지와 같은 「모든 일이 단순 명쾌하다」느긋한 권선징악의 이야기는 통용되지 않게 되어 갔다. 한 때의 의미로의 영웅 판타지는 쇠퇴했다고 말할 수 있다.

### 일본에의 소개
일본에의 소개는, 1970년 (쇼와 45년)에 단정이(아라마타 히로시의 필명)와 경명이 로버트 E. 하워드의 「야만인 코난」시리즈를 번역한 것으로 시작했다. 「마도」 「마도사」는 이 때의 아라마타의 조어이다. 다른 영웅 판타지 작품도 많이 번역되었지만, 그 후 대부분이 절판이 되었다.
1970년대 이후에는, 주로 SF작가에 의해서 영웅 판타지 작품이 발표되어 주된 것으로
- 토요타 아리츠네: 「야마트타켈」시리즈(야마토타케르노미코토 SF신화 시리즈)
- 타카치호 하루카: 「미수」 「이형 삼국지」
- 타나카 코오지: 「헤릭크」시리즈
- 쿠리모토 카오루: 그인 서가

가 있다.
2000년대에 들어와 판타지 붐은 종식했지만, 절판이 되고 있던 영웅 코난 시리즈는 2006년 (헤세이 18년)에 26년만에 새번역으로 재간되었다. 또, 2007년 (헤세이 19년)에는 영웅 코난을 기본으로 한 액션 게임 「CONAN」이 발매되었다.

## 영웅 판타지와 롤플레잉 게임
1974년, 「중세풍 판타지 워게임」이라고 칭한 던전 앤 드래곤이 발매되었다. 그 후, 던전 앤 드래곤의 성공을 타 톤네르즈&트로르즈, 룬 퀘스트 등이 발매되어 롤플레잉 게임은 판타지 붐을 타 많이 보급했다. 이러한 게임의 대부분이, 판타지 세계에서의 검과 마법에 따르는 모험을 테마로 하고 있어 영웅 판타지에 많은 영향을 받고 있다. 드래곤 퀘스트와 같이 「영웅 어드벤처를 체험하자」라고, 영웅 판타지를 테마로 한 것을 표방한 상품도 있다. 그 중 드래곤랜스 시리즈나 포가튼 렐름 시리즈와 같이 롤플레잉 게임을 기본으로 한 판타지 소설도 발표되었다. 일본에서는 로드스섬 전기 등이 유명하다. 이러한 소설은, 영웅 판타지로서 쓰여진 것이 아님에도 불구하고, 롤플레잉 게임을 통해 많은 영웅 판타지적 요소가 격세 유전 있어, 이것들을 영웅 판타지의 아종으로서 생각하는 방향도 있다.
또 1980년대가 되고, 롤플레잉 게임을 기본으로 한 컴퓨터 롤플레잉 게임이 태어났다. 당초는 퍼스널 컴퓨터 향해의 게임으로서 퍼졌지만, 패밀리 컴퓨터 등의 콘솔 게임기의 유행 중에서 폭발적으로 퍼져, 현재도 MMORPG 등을 중심으로 융성한다.

## 같이 보기
- 하이 판타지
- 쉐어드 월드
- 롤플레잉 게임